# 타이베이 신이 싱야 국민소학교
타이베이 신이 싱야 국민소학교(臺北市信義區興雅國民小學)는 중화민국 타이베이의 공립 초등학교이다.

## 교내 연혁
- 1915년 중화민국 타이완 성 타이베이에서 타이완 성립 타이베이 싱야 국민소학교로 첫 개교.
- 1916년 학교가 타이완 성립 초등학교에서 타이베이 부립 초등학교로 이관이 되면서 타이완 타이베이 부립 싱야 국민소학교로 교명 개칭.
- 1921년 타이베이 부가 타이베이시로 승격되면서 타이완 타이베이 시립 싱야 국민소학교로 교명 재개칭.
- 1947년 타이베이 신이 싱야 국민소학교로 본격 개편.